# Enicoptera interrupta
Enicoptera interrupta är en tvåvingeart som först beskrevs av Erich Martin Hering 1937.  Enicoptera interrupta ingår i släktet Enicoptera och familjen borrflugor. Inga underarter finns listade i Catalogue of Life.